# Лейк-Луис (Аляска)
Лейк-Луис (англ. Lake Louise, атна Sasnuu’ Bene’) — статистически обособленная местность (СОМ) в боро Матануска-Суситна, штат Аляска, США. Как и всё боро, входит в метрополитенский статистический ареал Анкориджа.

## География
Лейк-Луис изолирован от других населённых пунктов боро Матануска-Суситна и находится на его границе с зоной переписи населения Коппер-Ривер. Лейк-Луис граничит с СОМ Менделтна.
По данным Бюро переписи населения США статистически обособленная местность Лейк-Луис имеет общую площадь в 192 квадратных километра, из которых 124,0 кв. километров занимает земля и 68,3 кв. километров — вода. Площадь водных ресурсов составляет 35,53 % от всей его площади. Местность включает в себя систему озёр, самыми большими из которых являются озёра Луис и Литтл-Луис. На юге озера Луис находится множество маленьких островков, на них построены дома. В местности несколько частных зон отдыха, стоянок для яхт и лодок и общественная зона отдыха Лейк-Луис. Местность расположена на высоте 746 метров над уровнем моря и находится между четырьмя горными грядами: Чугачские горы, горы Талкитна, Аляскинский хребет и горы Врангеля.
Город обслуживает гражданский аэропорт Лейк-Луис, который находится в 2 километрах от центра местности.

## Население
По данным переписи 2010 года, население статистически обособленной местности составляло 46 человек (из них 32 мужчины и 14 женщин), 25 домашних хозяйств и 13 семей. Средняя плотность населения составляла около 0,24 человек на один квадратный километр. Расовый состав: белые — 97,8 %, коренные американцы — 2,2 %.
Из 25 домашних хозяйств в 8,0 % — воспитывали детей в возрасте до 18 лет, 48,0 % представляли собой совместно проживающие супружеские пары, в 4,0 % семей мужчины проживали без жён, 48,0 % не имели семей. 44,0 % от общего числа домашних хозяйств на момент переписи жили самостоятельно, при этом 16,0 % составили одинокие пожилые люди в возрасте 65 лет и старше. Средний размер домашнего хозяйства составил 1,84 человек, а средний размер семьи — 2,54 человек.
Население статистически обособленной местности по возрастному диапазону по данным переписи 2010 года распределилось следующим образом: 15,2 % — жители младше 18 лет, 2,2 % — между 18 и 21 годами, 54,3 % — от 21 до 65 лет и 28,3 % — в возрасте 65 лет и старше. Средний возраст жителей составил 60 лет.

## Зона отдыха Лейк-Луис
На территории местности находится государственная зона отдыха, активная в течение всего года. Посетители могут рыбачить, плавать на лодках, гулять, кататься на велосипеде, собирать ягоды, кататься на лыжах и на коньках, охотиться, наблюдать северное сияние. В озере водится озёрная форель, сиг, налим и хариус. Территория вокруг озера является ареалом для многих птиц и зверей. Летом гнездятся лебеди-трубачи, гагары, бакланы. Недалеко от озера можно увидеть лосей, волков, медведей, лисиц, овец, рыси и наблюдать за ежегодной миграцией карибу с октября по ноябрь.